# Philautus longicrus
Espèce
Synonymes
- Ixalus longicrus Boulenger, 1894

Statut de conservation UICN

 VU  : Vulnérable
Philautus longicrus est une espèce d'amphibiens de la famille des Rhacophoridae.

## Répartition
Cette espèce se rencontre :
- sur l'île de Bornéo entre 700 et 2 900 m d'altitude en Malaisie orientale et au Kalimantan ;
- aux Philippines sur l'île de Palawan, entre 30 et 1 000 m d'altitude.

## Publication originale
- Boulenger, 1894 : On the Herpetological Fauna of Palawan and Balabac. Annals and Magazine of Natural History, ser. 6, vol. 14, p. 81-90 (texte intégral).